# Álvaro (Oleiros)
Álvaro ist eine Gemeinde (Freguesia) im portugiesischen Kreis (Concelho) von Oleiros. In ihr leben 226 Einwohner (Stand 19. April 2021). Der Ort gehört zu den traditionellen Schieferdörfern, den Aldeias do Xisto.

## Geographie
Der Ort liegt etwa 12 Kilometer nördlich der Kreisstadt Oleiros auf einem mit Olivenbäumen bewachsenen Hügel am linken Ufer des Zêzere.

## Geschichte
Zwischen seinen im Jahr 1514 von König Manuel I. erhaltenen Stadtrechten (Foral) und der Verwaltungsreform 1836 war Álvaro Sitz eines eigenständigen Kreises, zu dem die Gemeinden Álvaro, Amieira, Madeirã und Sobral gehörten.
Der Ort ist eines der traditionellen Schiefer-Dörfer der Region und gehört seit 2001 zur international beworbenen Route der Aldeias do Xisto.

## Bauwerke
- Capela da Misericórdia de Álvaro
- Capela de Nossa Senhora da Nazaré
- Capela de São Gens
- Capela de São João
- Capela de São Pedro
- Capela de São Sebastião
- Casa da Padaria
- Centro de Dia da Misericórdia de Álvaro
- Igreja de São Tiago Maior
- Pelourinho de Álvaro
- Ponte da Ribeira da Gaspalha
- Ponte da Ribeira de Alvelos
- Posto Médico de Álvaro